# Charlotte Pudlowski
Charlotte Pudlowski est une journaliste, autrice et entrepreneuse française née en 1986 à Boulogne-Billancourt, dans les Hauts-de-Seine.
Ancienne rédactrice en chef du magazine Slate et créatrice du podcast Transfert, elle est cofondatrice en 2017 du studio de production de podcasts narratifs Louie Media.

## Biographie

### Jeunesse et études
Charlotte Pudlowski est née en 1986 à Boulogne-Billancourt. Son père est avocat. Elle jouit selon elle d’une « enfance très privilégiée » dans le 16e arrondissement de Paris, où elle se passionne pour les histoires et l’écriture.
Elle étudie à l’école de journalisme de l'Institut d'études politiques de Paris dont elle sort diplômée en 2009. Elle y rencontre Mélissa Bounoua avec qui elle partage son logement lors de son semestre d’études dans le Missouri aux États-Unis. Ensemble, elles découvrent « le journalisme web, l’explosion des formats, le storytelling audio » et « la culture du podcast narratif à l’américaine ».

### Carrière journalistique
Après un stage à Slate.fr et un premier contrat, elle devient journaliste culture à 20minutes.fr.
Charlotte Pudlowski retourne à Slate où elle devient rédactrice en chef adjointe en 2014 puis rédactrice en chef en 2015. Elle y lance les premiers podcasts dont Transfert,,.
En 2017, elle quitte le magazine en ligne pour lancer, avec Mélissa Bounoua, Louie Media, un studio de production de podcasts narratifs . Entre est le premier podcast réalisé,.
Marquée par le silence de sa mère, victime d’attouchements de la part de son père à partir de l’âge de 10 ans, elle enquête sur l’inceste,. En 2020, elle crée Ou peut-être une nuit, une série à cheval entre documentaire intime et essai politique qui s’intéresse au silence qui entoure l’inceste et aux dégâts qu’il provoque. La série emprunte son nom au premier vers de la chanson L'Aigle noir de Barbara. Le podcast est récompensé par le Prix Philippe Chaffanjon en juin 2021.
Charlotte Pudlowski est, avec Lauren Bastide, Charlotte Bienaimé et Victoire Tuaillon l'une des pionnières françaises du podcast à succès.

### Accusations de harcèlement
En juillet 2021, une enquête de Télérama, fondée sur des témoignages de salariés, anciens salariés et collaborateurs de Louie Media, relate des cas de souffrances au travail, de harcèlement moral ou encore d’humiliations. Charlotte Pudlowski et Mélissa Bounoua sont directement mises en cause dans leur management,. En trois ans d'existence, « vingt personnes ont été employées par l'entreprise, dont neuf l'ont quittée rapidement, voire précipitamment. »

## Prix et distinctions
- Prix Philippe Chaffanjon pour sa série documentaire Ou peut-être une nuit sur l’inceste[12],[17].